# Бьёрлин, Ристо
Ристо Уолеви Бьёрлин (фин. Risto Uolevi Björlin; р. 9 декабря 1944) — финский борец греко-римского стиля, призёр Олимпийских игр, чемпион Европы.

## Биография
Ристо Бьёрлин родился в 1944 году в Вааса. В 1964 году принял участие в Олимпийских играх в Токио, но стал лишь 11-м. В 1968 году стал бронзовым призёром чемпионата Европы, а на Олимпийских играх в Мехико стал 8-м. В 1969 году стал чемпионом Европы. В 1972 году завоевал бронзовую медаль на Олимпийских играх в Мюнхене. В 1974 году стал обладателем серебряной медали чемпионата Европы.